# Heinz Gebauer
Heinz Gebauer (eigentlich Heinrich Gebauer; * 15. September 1902 in Röhlinghausen; † 24. Januar 1955 in Wuppertal-Elberfeld) war ein deutscher Politiker. Während der Zeit des Dritten Reiches war er Oberbürgermeister von Viersen (1933–1936), Rheydt (1936–1940) und Wuppertal (1940–1945).

## Leben
Gebauer zog für sein Studium der Rechts- und Staatswissenschaften erst nach Heidelberg und später nach Münster. Während seines Studiums wurde er 1921 Mitglied der Burschenschaft Vineta Heidelberg. Von 1929 an arbeitete er bis 1933 als Rechtsanwalt in Uerdingen und in Krefeld. Zum 1. April 1932 trat er der NSDAP bei (Mitgliedsnummer 1.072.571). In der SA erreichte er den Rang eines Standartenführers. Nachdem Gebauer 1933 seinen Beruf als Anwalt aufgegeben hatte, wurde er am 22. August 1933 zum Bürgermeister von Viersen ernannt. Sein Vorgänger Peter Gilles (Zentrumspartei) war zuvor beurlaubt worden. 
Diese Tätigkeit übte er bis zum 18. Juni 1936 aus; am Tag darauf wurde er Oberbürgermeister von Rheydt. Am 8. Mai 1940 wurde Gebauer als Oberbürgermeister der Stadt Wuppertal eingesetzt. Gebauer musste die Tätigkeit als Oberbürgermeister Wuppertals am 16. April 1945 aufgeben. Nach kurzer Haft im Jahr 1949 arbeitete er in Wuppertal wieder als Rechtsanwalt. Dort starb er am 24. Januar 1955.